# Vapentidningen
Vapentidningen är ett svenskt vapenmagasin som har publicerats sedan 1994/1995. Tidningen publiceras för närvarande[när?] 9 gånger per år. Mellan 1994 och 2010 blev tidningen publicerad av Tidningen Jakt & vapen AB i Stockholm, och sedan 2010 har tidningen publicerats av Tidningen HiFi musik AB i Solna.  